# 20033 Michaelnoble
20033 Michaelnoble è un asteroide della fascia principale. Scoperto nel 1992, presenta un'orbita caratterizzata da un semiasse maggiore pari a 2,413708 UA e da un'eccentricità di 0,174459, inclinata di 11,170646° rispetto all'eclittica. Ha un diametro di 3,652 km.